# Spilosoma siamensis
Spilosoma siamensis là một loài bướm đêm thuộc phân họ Arctiinae, họ Erebidae.